# ジーン・ハサウェイ
ジーン・ハサウェイ（Jean Hathaway, 1876年6月15日 - 1938年8月23日）は、アメリカ合衆国の女優である。出生名はマルキーズ・リリー・ド・フィネス（Marquise Lillie de Fiennes）。

## 人物・来歴
1876年6月15日、オーストリア＝ハンガリー帝国の現在のハンガリーにベルギー貴族の娘として生まれる。侯爵位を継承しており（出生名のマルキーズは侯爵の女性形）、これは後に長男のアンリ・レオナール（のちのヘンリー・ハサウェイ）が継承した。
時期は不明であるがアメリカ合衆国に移住し、同国の俳優ロディ・ハサウェイと結婚、ジーンが満21歳であった1898年3月13日、2人の間に長男アンリ・レオナールが誕生している。
すでに満35歳となった1911年11月13日に公開された、アメリカン・フィルム・マニュファクチャリング・カンパニー製作、アラン・ドワン監督、J・ウォーレン・ケリガン主演の短篇コメディの西部劇 The Eastern Cowboy に芸名そのままのジーン役で助演したのが、もっとも古い映画出演の記録である。その後、1913年にヴァイタグラフ・カンパニー・オヴ・アメリカ（ヴァイタグラフ・ スタジオ）の短篇映画に多く出演、1914年にユニヴァーサル・フィルム・マニュファクチュアリング・カンパニー（現在のユニバーサル・ピクチャーズ）に移籍し、同年同社で初めて製作したシリアル・フィルムで、グレイス・キューナード脚本、フランシス・フォード監督のコンビが主演した『國寶』に助演、同年、ロバート・Z・レナード監督・主演のシリアル『マスター・キイ』にも助演する。翌1915年には、アル・クリスティ監督の短篇 Following Father's Footsteps に脚本を提供している。
同年から翌1916年にかけて、同社が量産する短篇映画に多く助演し、その合間には、フランシス・フォードおよびジャック・ジャッカードが監督したシリアル『獣魂』やフォード＝キュナードが監督・主演したシリアル『紫の覆面』、同年に同社傘下に設立されたブルーバード映画では、ジョセフ・ド・グラス監督の『踊子の生涯』にも出演する。1917年には、フォードの弟でそれまでも共演してきたジャック・フォード（のちのジョン・フォード）が監督としてデビューした短篇映画『颱風』では、主演を兼ねたジャック・フォードの母親役を演じている。同年からしばらくユニヴァーサルを離れるが、1918年、ブルーバード映画でフランシス・フォードとジャック・フォードの兄弟が共同監督した『切望』に再び出演している。1919年には、再びヴァイタグラフが製作したデイヴィッド・スミス監督のベッシー・ラヴ主演作2作に助演する。1925年に引退し、トーキーに出演することはなかった。そのころから、長男アンリ・レオナールはヘンリー・ハサウェイを名乗り、助監督やB班監督として頭角を現し始めている。
1938年8月23日、カリフォルニア州ロサンゼルスに死去した。満62歳没。夫のロディが亡くなったのはその6年後の1944年（昭和19年）2月18日であった。

## フィルモグラフィ
特筆以外はすべて出演作である。

### 1910年代
- The Eastern Cowboy : 監督アラン・ドワン、主演J・ウォーレン・ケリガン、1911年 - 出演・役名 Jean
- The Bugle Call : 監督トーマス・H・インス、主演レイ・マイヤーズ、1912年
- For the Cause : 監督フランシス・フォード / トーマス・H・インス、主演リチャード スタントン、1912年
- His Sense of Duty : 監督レジナルド・バーカー、1912年
- The Power That Rules : 監督ローリン・スタージョン、主演ジョージ・スタンリー、1913年
- The Sea Maiden : 監督ローリン・スタージョン、主演メアリー・チャールソン、1913年 - 出演・役名 Stella Chapman
- The Land of Dead Things : 監督バートン・キング、1913年
- 『國寶』 Lucille Love: The Girl of Mystery : 監督・主演フランシス・フォード、脚本・主演グレイス・キュナード、1914年
- The Love Victorious : 監督ウィルフレッド・ルーカス、脚本ベス・メレディス、主演ジョージ・ラーキン、1914年
- The Hedge Between : 監督不明、主演ロバート・Z・レナード、1914年
- 『マスター・キイ』 The Master Key : 監督・主演ロバート・Z・レナード、1914年 - 出演・役名 Jean Darnell
- Following Father's Footsteps : 監督アル・クリスティ、主演ハリー・L・ラッテンベリー、1915年 - 脚本
- Fate's Alibi : 監督・脚本フランク・ロイド、主演ヘレン・レスリー、1915年
- The Dancer : 監督・主演チャールズ・ギブリン、脚本アイダ・メイ・パーク、共演クレオ・マディソン、1915年
- Jane's Declaration of Independence : 監督・原作チャールズ・ギブリン、主演ホバート・ヘンリー、1915年
- Mrs. Plum's Pudding : 監督・脚本アル・クリスティ、主演マリー・テンペスト、1915年 - 出演・役名 Mrs. Van Zant
- A Maid and a Man : 監督ホレイス・デイヴィー、脚本アル・クリスティ、主演ジェイン・ウォーカー、1915年
- Agnes Kempler's Sacrifice : 監督・主演ホバート・ヘンリー、1915年
- The Masked Substitute : 監督・主演ウィリアム・C・ドウラン、1915年
- Father and the Boys : 監督ジョセフ・ド・グラス、脚本アイダ・メイ・パーク、主演ルイズ・ラヴリー、1915年
- The Boy the Girl and the Auto : 監督ホレイス・デイヴィー、主演レイ・ギャラガー、1916年
- When the Losers Won : 監督・脚本アル・クリスティ、主演エディ・ライオンス / リー・モーラン、1916年
- The Lion's Breath : 監督ホレイス・デイヴィー、脚本アル・クリスティ、主演ビリー・ローズ、1916年
- 『獣魂』 The Adventures of Peg o' the Ring : 監督フランシス・フォード / ジャック・ジャッカード、1916年 - 出演・役名 Mrs. Lund
- 『踊子の生涯』 Bobbie of the Ballet : 監督ジョセフ・ド・グラス、1916年 - 出演・役名 Mrs. Stimson
- The Jackals of a Great City : 監督・出演エドワード・ルセイント、主演ハリー・ケリー、1916年
- They Wouldn't Take Him Seriously : 監督ウィリアム・ウォーシントン、主演ハーバート・ローリンソン、1916年
- A Dead Yesterday : 監督チャールズ・ギブリン、主演ホバート・ヘンリー、1916年
- 『紫の覆面』 The Purple Mask : 監督・主演グレイス・キュナード / フランシス・フォード、1916年 - 出演・役名 Eleanor Van Nuys
- Good Morning, Judge : 監督フランシス・フォード、脚本グレイス・キュナード、主演アーネスト・シールズ、1916年
- 『颱風』 The Tornado : 監督・主演ジャック・フォード（ジョン・フォード）、原作・脚本グレイス・キュナード、1917年 - 出演・役名 Jack's mother
- 『腕力家』 The Scrapper : 監督・脚本・主演ジャック・フォード、1917年
- Come Through : 監督ジャック・コンウェイ、主演アリス・レイク、1917年 - 出演・役名 Mrs. Sylvester Van Deek
- The Divorcee : 監督ウィリアム・ウォルバート、脚本ルーファス・スティール、主演メアリー・アンダーソン、1917年 - 出演・役名 Mrs. Pelham-Wilson
- 『処女の誇』 The Girl Who Couldn't Grow Up : 監督・脚本ハリー・A・ポラード、主演マーガリータ・フィッシャー、1917年 - 出演・役名 Mrs. Brockman
- More Haste, Less Speed : 監督アル・クリスティ、1917年
- Loyalty : 監督ジャック・プラット、主演ベティ・ブライス、1917年 - 出演・役名 Mrs. Gordon
- The Finger of Justice : 監督ルイ・ウィリアム・ショーデ、主演クレイン・ウィルバー、1918年 - 出演・役名 Mrs. Bradley
- 『切望』 The Craving : 監督フランシス・フォード / ジョン・フォード、主演フランシス・フォード、1918年 - 出演・役名 Mrs. Wayles
- The Enchanted Barn : 監督デイヴィッド・スミス、主演ベッシー・ラヴ、1919年 - 出演・役名 Mrs. Walter Graham
- The Wishing Ring Man : 監督デイヴィッド・スミス、主演ベッシー・ラヴ、1919年 - 出演・役名 Mrs. Hewitt

### 1920年代
- 『短いスカート』 Short Skirts : 監督ハリー・B・ハリス、1921年 - 出演・役名 Mrs. Shirley Smith
- Boy Crazy : 監督ウィリアム・A・サイター、1922年 - 出演・役名 Mrs. Cameron
- Plain Clothes : 監督ハリー・エドワーズ（英語版）、脚本フランク・キャプラ、1925年 - 出演・役名 Her Mother （最終出演作）

## 関連事項
- アメリカン・フィルム・マニュファクチャリング・カンパニー （en: American Film Manufacturing Company）
- ヴァイタグラフ・ スタジオ （en:Vitagraph Studios）

## 註
1. 1 2 3 4 5 6 7 8 9 10 11 12 13 14  Jean Hathaway, Internet Movie Database （英語）, 2010年7月13日閲覧。
2. 1 2 3 4  Henry Hathaway - IMDb（英語）, 2010年7月13日閲覧。
3. ↑  The Eastern Cowboy - IMDb（英語）, 2010年7月13日閲覧。
4. ↑  The Tornado - IMDb（英語）, 2010年7月13日閲覧。
5. ↑  Rhody Hathaway - IMDb（英語）, 2010年7月13日閲覧。